# Peter Mallon
Peter Joseph Mallon (né le 5 décembre 1929 à Prince Rupert en Colombie-Britannique et décédé le 3 février 2007) est un prélat canadien de l'Église catholique. Il fut archevêque de l'archidiocèse de Regina en Saskatchewan de 1995 à 2005 et évêque du diocèse de Nelson en Colombie-Britannique de 1989 à 1995.

## Biographie
Peter Joseph Mallon est né le 5 décembre 1929 à Prince Rupert en Colombie-Britannique. Il fut ordonné prêtre le 27 mai 1956. Le 6 novembre 1989, il fut nommé évêque du diocèse de Nelson en Colombie-Britannique. Il fut consacré évêque le 2 février 1990 par Mgr James Francis Carney, archevêque de Vancouver. Le 9 juin 1995, il fut nommé archevêque de l'archidiocèse de Regina en Saskatchewan ; il occupa cette fonction jusqu'à sa démission à l'âge de retraite obligatoire de 75 ans le 30 mars 2005. Il décéda le 3 février 2007.